# Sven Ulric Palme
Sven Ulric Adalvard Palme, född 25 maj 1912 i Stockholm, död 14 maj 1977 i Uppsala, var en svensk historiker och  professor vid Stockholms universitet 1963–1977.

## Biografi
Palme var son till historikern Olof Palme (1884–1918) och Ola Palme, född Tenow (1888–1982). 
Palme disputerade 1942 vid Uppsala universitet och var docent i historia där 1942–1960. Han var universitetslektor vid Stockholms universitet 1961–1963 och utsågs 1963 till innehavare av Sven Warburgs professur i historia vid Stockholms universitet, där han efterträdde Torvald T:son Höjer. Han var kapten i Kustartilleriets reserv och deltog som frivillig i Finska vinterkriget 1939–1940.
Palme var ordförande i studentföreningen Heimdal 1935–1936 och redaktör för den konservativa idétidskriften Presens 1934–1938 men hans politiska åsikter svängde senare åt vänster och han stödde socialdemokraterna från 1940-talet.
Palme gifte sig 10 mars 1940 med socionom Barbro Palme, född von Vegesack (1912–1998). Han blev far till professor Jacob Palme, ambassadör Thomas Palme och journalisten Christian Palme. Han var vidare kusin till statsminister Olof Palme. Makarna Palme är begravda på Kalmar södra kyrkogård.

## Forskning och undervisning
Palmes forskning omfattade ett brett register och sträckte sig från svensk medeltid till modern politisk historia. Politisk historia låg i fokus för hans forskning, där han granskade aktörernas program, partibildningar, beslutsprocesser och opinionsbildning. Centralt i hans forskning var strikt källkritik, systematisk prövning av hypoteser och logiskt uppbyggda förklaringar.
Palme disputerade 1942 på en avhandling om Kalmarkrigets förhistoria, Sverige och Danmark 1596–1611, men han hade redan då en omfattande vetenskaplig produktion bakom sig. Han fortsatte sina studier om politisk historia under svensk senmedeltid och publicerade två arbeten, Riksföreståndarvalet 1512 (1949) och Söderköpings riksdag 1595 (1952). Hans senare forskning berörde så vitt skilda ämnen som den svenska frihetstiden, Karl Staaff och demokratins genombrott i Sverige, svensk socialhistoria och modern kommunalhistoria. Han var pionjär för socialhistorisk forskning i Sverige och identifierade nya källmaterial i bl.a.  polis- och domstolsarkiv, sjukhusarkiv, folkbokföring och befolkningsstatistik. Han hade även en stark internationell orientering med forskning om Madame de Staël, fransk sjuttonhundratalshistoria och hur franska revolutionen gled över i den bonapartska diktaturen. Ett av hans många projekt gällde den italienska kapitulationen 1943. Detta som många av hans andra projekt blev dock inte avslutat och hans vetenskapliga produktion ger enligt en översikt "ett splittrat och torsoartat intryck". Många av hans publicerade vetenskapliga artiklar aviserades som förarbeten till planerade större studier, som inte blev genomförda.
Som lärare och professor samlade Palme en stor krets av doktorander omkring sig, organiserade i flera specialseminarier, bl.a. om "Nordisk socialhistoria på fornlagarnas tid" och "Kreugerkoncernen på svensk och internationell kapitalmarknad". Det stora projektet "Sverige under andra världskriget", finansierat av Riksbankens Jubileumsfond, leddes av Palme tillsammans med professorerna Folke Lindberg och Gunnar T. Westin. Av tidigare doktorander har han beskrivits som "en lojal och inspirerande lärare".

## Populärvetenskap och författarskap
Vid sidan av forskning och undervisning var Palme också aktiv som samhällsdebattör, populärvetenskaplig författare och folkbildare. Hans första bok Kärleken och hatet (1935) var ett försök till ett konservativt idéprogram och byggde delvis på artiklar i den kulturkonservativa studenttidskriften Presens, för vilken han var redaktör. Han var i många år fast medarbetare på Stockholms-Tidningens kultursida och senare även i Göteborgs-Posten. Han insåg tidigt radiomediets möjligheter och producerade många fängslande föredragsserier i Sveriges Radio (Klicka här för att lyssna till ett föredrag av Sven Ulric Palme om general Eisenhower och invasionen i Italien 1943). Hans många artiklar samlades efterhand i en serie populärvetenskapliga böcker, bl.a. I den historiska trapetsen (1952), Vår tids hjältar (1953), Kungligt och kvinnligt (1958) och Målaren och hans modell (1966). Hans biografi Sten Sture den äldre (1950) är en uppgörelse med bilden av riksföreståndaren som landsfader och tecknar i stället bilden av en hänsynslös maktpolitiker. Palme skrev även en rad ungdomsböcker med historiska motiv.
Bakom Palmes publicistik fanns ett starkt folkbildningsideal och han såg det som en "vetenskapens medborgarplikt" att väcka intresse för ny forskning. Hans omfattande populärvetenskapliga produktion gav inga yrkesmässiga meriter i hans samtid, men föregrep den "tredje uppgiften" som nu är inskriven i högskolelagen.
I början av 1950-talet initierade Palme en debatt om hur ämnet historia borde läras ut i skolan. Palme kritiserade existerande läroböcker för att ha halkat efter den moderna forskningen och för att vara präglade av ideologi och propaganda. Han författade (tillsammans med Birger Lindell) en egen lärobok i historia som utkom 1956. Boken var dock på många sätt före sin tid och utsattes för kraftig kritik av konservativa historiker.

## Kontroverser

### Brytning med konservatismen
På 1930-talet var Palme engagerad i konservativ idédebatt och han var 1935–1936 ordförande i den konservativa studentföreningen Heimdal i Uppsala. Efterhand distanserade han sig från konservatismen och närmade sig socialdemokratin. Som reservofficer var Palme skarpt kritisk mot försvarets nedrustning under 1920-talet och även om han ansåg att 1936 års försvarsbeslut (då försvarets anslag höjdes kraftigt inför hotet om ett nytt storkrig i Europa) var otillräckligt, så var de ökade försvarsanslagen en av förutsättningarna för att han skulle kunna ta steget över till socialdemokratin. Palme var pådrivande till att Heimdal i september 1933 bröt med det tyskvänliga och pronazistiska Sveriges Nationella Ungdomsförbund (SNU). Som ordförande i Heimdal och redaktör för tidskriften Presens markerade Palme distans mot SNU och andra högerextrema och nationella rörelser med sympati för nationalsocialismen. För att få bort Palme ur Heimdals styrelse organiserade en grupp nationella studenter under ledning av journalisten Arvid Fredborg en kuppaktion vid föreningens årsmöte i december 1937.

### Akademiska strider
Palme tog tidigt ställning för den "källkritiska" skolan inom historievetenskapen, i motsats till den tidigare dominerande "nationella traditionalismen", men i kontrast till huvudlinjen bland källkritikerna betonade han individuella maktpolitiska intressen, snarare än ekonomiska gruppintressen. Många av Palmes vetenskapliga arbeten utsattes för hård kritik, både av källkritiska och nationellt inriktade forskare. Kritiken riktade in sig på hans drastiska och ofta nyskapande slutsatser, men också på brister i noggrannhet och källkontroll. Under 1950-talet deltog Palme i fyra professorskonkurrenser utan att placeras i första förslagsrummet. Först 1963, som den siste i sin generation av svenska historiker, fick Palme en professur vid Stockholms universitet.

## Litterär framställning
I kriminalromanen Mord och lärda mödor (1967) av Sven G. Svenson, som är en nyckelroman med motiv från det akademiska livet i Uppsala, är Palme avporträtterad som den oförskämde docenten Erik Lundin (namnet "Ulrik" är dolt i romanfigurens namn: Erik Lundin), som även är romanens mordoffer.
Boken Älskade struntflicka (2013), utgiven av hans son Thomas Palme, är en samling brev mellan Palme och hans blivande fru Barbro von Vegesack under åren 1937–1940. Med en tät brevväxling som grund skildrar boken deras möte och spirande kärlek under de oroliga åren före andra världskriget.